# Jacob Pieter van Braam
Jacob Pieter van Braam (Werkhoven, 27 ottobre 1737 – Zwolle, 16 luglio 1803) è stato un ammiraglio olandese, distintosi per il lungo servizio nelle Indie orientali olandesi sia in forza alla Compagnia olandese delle Indie Orientali che nella Koninklijke Marine.

## Biografia

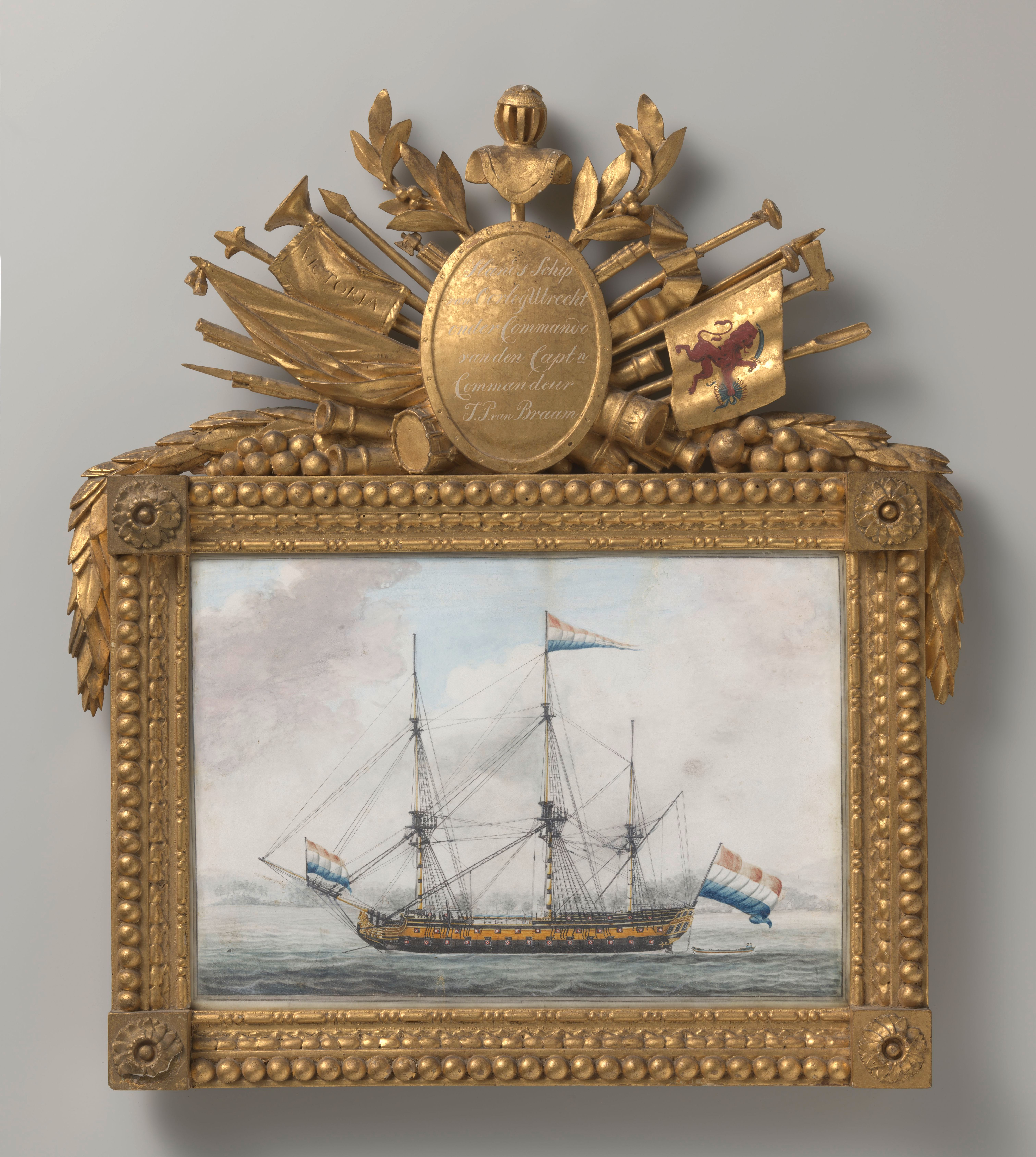
La nave di linea da 68 cannoni Utrecht.

Nacque a Werkhoven il 27 ottobre 1737, figlio dell'ufficiale giudiziario e amministratore della tenuta di Beverweerd, Frans Thomas e di Everharda Catharina van Nimwegen, che lo fece battezzare il 5 novembre 1737.
Nel 1748 entro nella marina militare in forza all'Ammiragliato di Amsterdam con il grado di guardiamarina, sotto il comando del capitano Gijsbert Arendsma van Idsinga. Nel 1751, nell'ambito dei negoziati di pace con il Marocco, uno squadra di tre navi fu inviata sulla costa marocchina. Qui, il 20 dicembre 1751, la fregata Huis in het Bosch su cui era imbarcato, al comando del capitano Hendrik Cornelis Steenis, si incagliò sulle costa del Marocco a causa di una violenta tempesta. L'equipaggio venne catturato e ridotto in schiavitù. Fu solo meno di un anno dopo, nel novembre 1752, che lui e altri furono rilasciati in base a un trattato di pace dopo il pagamento di un riscatto.
Il 25 febbraio 1753 fu promosso tenente, e compì poi numerosi viaggi nel Mar Mediterraneo. Imbarcato sulla nave della linea Phoenix nel 1754, sotto il comando del capitano Van Idsinga, al largo della costa meridionale dell'Inghilterra, nei pressi della rada di Spithead, la nave rimase brevemente bloccata sugli scogli a causa di una manovra sbagliata del pilota.
Nel 1755 prestò servizio come luogotenente sulla fregata Waterland, allora al comando del capitano Adriaan Roemer Vlacq nella sua crociera nel Mare del Nord e nel Canale della Manica in previsione del ritorno della flotta dalle Indie orientali olandesi. Al suo ritorno in Patria egli, insieme a un tenente, fu autorizzato a scortare 56 casse di denaro ad Amsterdam.
Dopo essere stato promosso tenente comandante il 16 marzo 1758, si imbarcò a bordo della nave della linea Damiate al comando del capitano Nicolaas Riemersma a Curaçao l'anno successivo. Nel 1760-1761 prestò servizio sulla nave della linea Phoenix sotto gli ordini del capitano Willem Theodorus Huyghens, avendo sempre come destinazione finale l'isola di Curacao. Un mese dopo il ritorno in Patria, partì per il Mediterraneo per un altro anno di servizio, imbarcato sulla fregata De Amazoon al comando di Riemersma. Al suo ritorno, nell'autunno del 1762, rimase a casa solo per due mesi. A bordo della nave della linea Landscroon, al comando del capitano Cornelis Pieter Baron Van Leyden, fece quindi un viaggio simile, che sarebbe durato più di un anno, fino all'inizio del 1764.
Nonostante una serie successiva di crociere nel Mediterraneo e nelle Indie occidentali nell'arco di un decennio, la promozione per lui, ormai ventisettenne, non si è concretizzò e decise quindi di unirsi alla Compagnia olandese delle Indie Orientali (VOC), con l'approvazione dell'Ammiragliato, che gli permise di mantenere il suo grado e titolo. 
Il 18 maggio 1764 lasciò la Camera di Amsterdam come capitano della nave della compagnia Amerongen per raggiungere Batavia, dove arrivò all'inizio del 1765.  Nominato capitano il 14 luglio 1766, partì da Batavia nel 1767 come comandante della Vrouwe Cornelia Hildegonda verso la sua nuova destinazione, la stazione commerciale di Hougli, nel Bengala. Poco prima della sua partenza sposò a Batavia la signorina Ursula Feith, di quattordici anni più giovane, figlia di un impiegato della VOC a Malabar, nell'India sudoccidentale.
Dal 1767 al 1773 fu equipagemeester a Hougli nel Bengala, con il grado equivalente a quello di capitano di vascello, e come tale fu responsabile della fornitura e dell'equipaggiamento di questa stazione. La sua attenzione andò in parte anche alla società commerciale di famiglia, la FT van Braam & NJ van Baggen, per conto della quale condusse molte transazioni private.
Tale commercio privato costituiva un grave problema per la Compagnia nel XVIII secolo, e fu probabilmente anche il motivo per cui rimase in Asia ancora per qualche anno.. Il 12 luglio 1776 ritornò in Patria a bordo della nave della compagnia Jonge Lieve, comandata dal fratellastro Willem.
Dopo il suo ritorno nella flotta di Stato, si stabilì nella tenuta "Engelenburg" vicino a Brummen nel Gelderland. ed effettuò diversi brevi viaggi. Nel 1778-1779 comandò la fregata Venus che navigò nel Mare del Nord e nella Manica, e nel 1781-1782 la fregata t Loo. Sua moglie morì nel settembre 1780 all'età di 29 anni, e ciascuno dei suoi otto figli ebbe un'eredità di poco meno di 10.500 fiorini. Dopo la morte della moglie si trasferì a Harderwijk, dove acquistò una casa nel 1781.
Nel frattempo era scoppiata la quarta guerra anglo-olandese (1780-1784). Nell'estate del 1782, attraverso la mediazione del procuratore fiscale dell'Ammiragliato di Amsterdam Joan Cornelis van der Hoop, ebbe la prospettiva di un comando in mare come capitano di bandiera sulla nave di linea Utrecht, che aveva un equipaggio di 480 membri ed era armata con 68 pezzi di artiglieria.
Nell'autunno del 1782 navigò nel Mare del Nord insieme al fratellastro Willem, ora contrammiraglio, in forza a una squadra navale al comando del contrammiraglio Jan Hendrik van Kinsbergen, con il quale ebbe buoni rapporti personali. La crociera fu un disastro devastata dalle tempeste; una delle navi, il vascello De Unie, fece naufragio con la perdita di tutto l'equipaggio. All'inizio del 1783 fu firmato un armistizio, che praticamente pose fine alla guerra.
Il 14 dicembre 1782, con il grado di commodoro, ricevette il comando di una squadra di quattro navi di linea, la Utrecht nave ammiraglia (68 cannoni), la Wassenaar (66 cannoni, capitano Gererdus Oorthuis), de Goes (54 cannoni, capitano Johan Splinter Stavorinus) e  Prinses Luisa (56 cannoni, capitano Frederick Rudolph Cevit Graaf van Rechteren), e due fregate, Monnikkendam (40 cannoni, capitano Marcus Kuijper) e Juno (36 cannoni, capitano Cornelis Michael de With). Tali navi erano destinate a una spedizione in Oriente "per assistere gli stabilimenti" che lì si trovavano. Imbarcatosi sulla nave di linea Utrecht la flotta salpò, con l'obiettivo la riconquista di Trincomalee, ma incappò nel maltempo il 9 marzo 1783. Le tempeste autunnali e l'armistizio misero a repentaglio lo scopo originario della spedizione. La Utrecht si incagliò durante la navigazione e una forte tempesta costrinse poi la squadra a ritornare a Texel, da dove salpò nuovamente il 14 marzo 1783. Lungo la navigazione scoppiarono delle epidemie che causarono la morte di quaranta uomini in poco più di un mese; inoltre le navi avevano a bordo circa centoventi malati.
Sulla strada per il Capo di Buona Speranza, le navi da guerra dovettero affrontare una bonaccia prolungata, il che significò che la punta meridionale dell'Africa non fu raggiunta fino all'inizio del luglio 1783; durante il viaggio perirono altri 46 membri degli equipaggi. Giunti al Capo si scoprì che lì non erano stati informati dell'arrivo della flotta, e inoltre mancava l'attrezzatura e "tutto era incomprensibilmente costoso".
Per quattro mesi aspettò qui gli ordini dalla Patria, che arrivarono alla fine di ottobre quando gli fu ordinato di partire per Batavia. 
Dopo aver lasciato il Capo di Buona Speranza alla fine di novembre, le navi arrivarono alla rada di Batavia il 4 marzo 1784. In consultazione con il governatore Willem Arnold Alting e il Consiglio delle Indie, nel corso del mese di aprile fu deciso di lanciare una spedizione punitiva per soccorrere la città fortificata di Malacca, importante base della VOC, e per combattere la pirateria dalle isole dell'arcipelago Riouw. La flotta, potenziata con l'aggregazione della East Indiaman della VOC Hinloopen e del brigantino Batavier (20 cannoni, tenente Buissenie) e altre navi, partì da Batavia il 29 aprile 1784.
Alla fine di maggio 1784 fu raggiunta la città di Malacca, e dopo un infruttuoso bombardamento delle batterie nemiche nella baia di Ponger a est della città, fu deciso lo sbarco delle truppe. Nulla fu lasciato al caso, alle prime ore del 18 giugno più di settecento uomini sbarcarono a est del campo nemico prima che la flotta iniziasse a bombardare la costa all'alba. Lo sbarco a Telok Ketapan incontrò inizialmente resistenza, ma alla fine il nemico fuggì, lasciandosi tutto alle spalle, inclusa un'impressionante collezione di bandiere e due elefanti.  Nella battaglia rimase ucciso anche il viceré Raja Hadji.
Il 2 agosto 1784 seguì la cattura della vicina Selangor nonostante le prospettive sfavorevoli a uno sbarco, data la presenza delle batterie costiere pesantemente presidiate. L'attacco fu portato da ottocento soldati, ed ebbe successo con la morte di una dozzina  loro. Alla metà di agosto qui fu insediato un nuovo monarca, Mohammed Ali.
A causa del clima sfavorevole gli equipaggi delle navi furono colpiti da epidemie che provocarono duecento morti in un mese e inaugurarono un periodo di inattività. Le operazioni militari ripresero nell'ottobre 1784 quando fu avviata una operazione contro il regno di Riouw, dove era salito al potere un cognato di Raja Hadji. Il 23 lo squadra navale arrivò all'isola principale di Riau, dove furono condotti brevi negoziati di pace con Raja Ali e il Sultano Mahmoed. La cattura della grande isola fu portata a termine il 29 ottobre, dopo pesanti azioni militari a terra e in mare. L'11 dicembre le sue navi rientrarono a Batavia.
Dopo un periodo di riposo per gli uomini e di ripristino delle navi egli lasciò Batavia il 30 aprile 1785 per Trincomalee, sulla costa orientale di Ceylon. Doveva fare in modo che questa città portuale, estremamente importante per la VOC, che era stata catturata dagli inglesi nel 1782, in conformità con il trattato di pace che pose fine alla quarta guerra anglo-olandese nel gennaio 1784 fosse restituita alla Compagnia. Per ordine del governatore locale egli dovette anche frenare il comportamento del potente principe di Kandia, che contestava il controllo della VOC sulle spiagge orientali di Ceylon e sulle fortificazioni ivi costruite. Dopo un breve viaggio sulla costa di Coromandel, al fine di mostrare la bandiera, alla fine di gennaio del 1786, lo squadra navale iniziò il viaggio di ritorno nei Paesi Bassi. Il 28 giugno 1786, dopo essere stato in missione per 1202 giorni, la flotta  gettò l'ancora al largo di Texel. Una settimana dopo,  alle 11:30 del 5 luglio, riuscì finalmente a sbarcare. Il potere e il prestigio della VOC erano stati ripristinati in misura ragionevole.
Ci volle quasi un anno prima che presentasse il suo Generaal rapport-verbaal agli Stati Generali il 18 maggio 1787. Come ricompensa fu promosso contrammiraglio il 12 giugno 1788. 
La dirigenza del VOC apprezzò particolarmente il suo operato in Oriente e pensò di inviarlo nuovamente lì come commissario generale, appositamente incaricato della difesa dei locali possedimenti della Compagnia. Nel 1788 si pensò di inviare una commissione per ispezionare e migliorare la difesa dei beni della Compagnia, e alla fine del 1790 egli stesso fu incaricato di dirigerla, ma rifiutò questa offerta principalmente per motivi familiari.
Il 10 maggio 1793 fu promosso viceammiraglio presso l'Ammiragliato di Amsterdam, e per i due anni successivi fu ispettore o comandante del corpo di artiglieria navale di nuova costituzione, succedendo al defunto viceammiraglio Justus Hermanusz Boot. Dopo il trasferimento del corpo al Comitato della Marina da parte del nuovo governo della Repubblica Batava il 27 marzo 1795, egli credette di essere stato "congedato da ogni ulteriore rapporto con la marina". Il suo servizio in marina, come quello di tutti gli altri, fu interrotto dallo Stato il 17 febbraio di quell'anno.
Alla fine dell'estate del 1799, la Gran Bretagna, insieme ai russi, si preparò a invadere la Repubblica Batava con un'operazione combinata tra gli eserciti e le flotte. Il principe Guglielmo V d'Orange, che viveva in esilio vicino a Londra, gli chiese personalmente di comandare lo squadra olandese che partecipava all'invasione. Sebbene fosse fedele al principe rifiutò il comando, ritirandosi definitivamente a vita privata a Zwolle, dove morì il 16 luglio 1803 all'età di 65 anni. La salma venne successivamente sepolta a Brummen.

### Annotazioni
1. ↑  Egli era nato dal secondo matrimonio di suo padre, il primo era stato con la signorina Maria Helena van Rijssel, è cresciuto con due fratelli e una sorella, oltre a quattro sorellastre e un fratellastro di cinque anni più grande.
2. ↑  Infatti Van Braam era stato prestato alla VOC dalla marina per un periodo di dodici anni; e nel 1766, durante la sua assenza, fu promosso capitano straordinario di mare.
3. ↑  Fin dalla sua nascita la Compagnia è stata in grado di affrontare tutte le sfide militari in Asia con le proprie truppe e navi da guerra, ma all'epoca il potere del VOC nelle aree aziendali, costantemente chiamato "winewesten" da Van Braam, stava diminuendo.
4. ↑  Fatta eccezione per la fregata Juno, che fece naufragio sulla costa dell'isola di Wight.

### Fonti
1. 1 2 3 4 5 6 7 8  Nieuw Nederlandsch biografisch woordenboek.
2. 1 2 3 4 5 6 7 8 9 10 11 12 13 14 15 16 17 18 19 20 21 22 23 24 25 26 27 28 29 30 31  Huygens Instituut.
3. 1 2  Jaargang 1860, p. 183.
4. 1 2  Admiraalzwolle.
5. 1 2 3 4 5 6 7 8 9 10 11  Jaargang 1860, p. 184.
6. ↑  Jaargang 1860, p. 188.
7. 1 2 3 4  Jaargang 1860, p. 190.
8. ↑  Jaargang 1860, p. 191.
9. ↑  Jaargang 1860, p. 192.
10. ↑  Jaargang 1860, p. 193.
11. ↑  Jaargang 1860, p. 194.
12. ↑  Jaargang 1860, p. 195.
13. ↑  Jaargang 1860, p. 201.
14. ↑  Jaargang 1860, p. 202.
15. ↑  Jaargang 1860, p. 215.
16. ↑  Jaargang 1860, p. 217.
17. ↑  Jaargang 1860, p. 220.
18. ↑  Jaargang 1860, p. 223.
19. ↑  Jaargang 1860, p. 222.
20. 1 2 3 4  Jaargang 1860, p. 228.
21. ↑  Andrade 2021, p. 272.
22. ↑  Biografisch Woordenboek van Nederland.